# قلمرو بوتا
قلمرو بوتا (به لاتین: Buta Territory) یک منطقهٔ مسکونی در جمهوری دموکراتیک کنگو است که در Bas-Uele واقع شده‌است. قلمرو بوتا ۸٬۰۹۸ کیلومتر مربع مساحت و ۱۲۵٬۴۲۸ نفر جمعیت دارد.